# Biệt đội săn ma (phim 2016)
Biệt đội săn ma (Tiếng Anh: Ghostbusters) là phim điện ảnh hành động, siêu nhiên, hài kinh dị Mỹ vào năm 2016 được làm lại từ phim cùng tên Ghostbusters (1984). Đạo diễn bởi Paul Feig và biên kịch bởi Katie Dippold và Feig. Phim có sự tham gia của Melissa McCarthy, Kristen Wiig, Kate McKinnon và Leslie Jones. Phim dự kiến công chiếu vào 15 tháng 7 năm 2016.

## Phân vai
- Melissa McCarthy vai Abby Yates
- Kristen Wiig vai Erin Gilbert
- Kate McKinnon vai Jillian Holtzmann[3], cộng sự mới của Yates.
- Leslie Jones vai Patty Tolan.
- Chris Hemsworth vai Kevin
- Neil Casey vai Rowan